# Jonas de Orleães
Jonas (em latim: Jonas Aurelianensis; c. 760–843 (83 anos)) foi um bispo de Orleães que desempenhou um importante papel político durante o reinado do imperador Luís, o Piedoso.

## História
Jonas nasceu na Aquitânia e provavelmente já era um clérigo na década de 780. Serviu na corte de Luís, o Piedoso, governou como rei da Aquitânia durante o reinado de seu pai, Carlos Magno. Em 817, Luís colocou seu filho, Pepino, em seu lugar e Jonas passou a servi-lo como conselheiro. No ano seguinte, foi nomeado bispo de Orleães.
Jonas era um funcionário de confiança de Luís e um dedicado aliado do imperador em seus conflitos com seus filhos. 

## Obras
Escreveu uma refutação às doutrinas iconoclásticas de Cláudio de Turim a pedido imperador e, num concílio em Paris em 825, apresentou a posição do clero franco em relação ao Iconoclasma ao papa Eugênio II. Depois, escreveu um tratado, "De cultu imaginum", sobre o tema. 
Num outro concílio em Paris (829), apoiou os direitos do imperador em detrimento do clero. Além disso, participou de concílios em Worms (833), Thionville (835) e Aachen (836).
Entre suas obras estava também "De Institutione laicali", um exemplo primitivo de obras para educação de príncipes, escrita para Matfrido, conde de Orleães. Outra obra similar, "De Institutione regia", do mesmo estilo, foi escrita para Pepino da Aquitânia.